# Обыкновенный шимпанзе
Обыкнове́нный шимпанзе́ (лат. Pan troglodytes) — вид приматов из семейства гоминид (Hominidae). Вместе с карликовым шимпанзе образует род шимпанзе (Pan). Его телосложение более крепкое и мускулистое, чем у карликового шимпанзе, а ареал более обширный.

## Подвиды
Признано несколько подвидов обыкновенного шимпанзе:
- Черномордый шимпанзе (Pan troglodytes troglodytes), в Камеруне, Центральноафриканской Республике, Экваториальной Гвинее, Габоне, Республике Конго и Демократической Республике Конго;
- Западный шимпанзе (Pan troglodytes verus), в Гвинее, Гвинее-Бисау, Мали, Сьерра-Леоне, Сенегале, Либерии, Кот-д’Ивуаре, Гане и Нигерии;
- Pan troglodytes vellerosus в Нигерии и Камеруне;
- Швейнфуртовский шимпанзе (Pan troglodytes schweinfurthii) в Центральноафриканской Республике, Южном Судане, Демократической Республике Конго, Уганде, Руанде, Бурунди, Танзании и Замбии;
  - Обезьяны Били — популяция шимпанзе, генетически сходная с швейнфуртовскими шимпанзе, но отличающаяся большими размерами и поведением.

Время жизни Y-хромосомного Адама у обыкновенного шимпанзе оценивается в 1,1 млн лет назад.

## Основные факты
Обыкновенные шимпанзе живут в тропических лесах и влажных саваннах Западной и Центральной Африки. Они когда-то населяли большую часть этой области, но их среда обитания была резко уменьшена в последние годы.
Взрослые особи в дикой природе весят от 40 до 90 кг; рост самца может составлять от 120 см до 160 см, а самки — от 100 см до 130 см. Тело покрыто грубой тёмно-коричневой шерстью, за исключением лица, пальцев ног, пальцев рук и подошв, часть волос белая (вокруг рта и на копчике). Шимпанзе рождаются с белыми волосками на копчике, и, пока они не выпали, взрослые особи относятся к проказам малышей со снисхождением. Кожа детёнышей розовая, при достижении половой зрелости становится чёрной. Менструальный цикл составляет 38 дней, период беременности длится примерно 8,5 месяцев (225 суток). Младенцев шимпанзе отнимают от груди, когда им около трёх лет, но обычно они поддерживают тесную связь с матерью ещё несколько лет. Шимпанзе достигают половой зрелости в возрасте восьми-десяти лет, и их продолжительность жизни составляет приблизительно 50—60 лет. Самка обычно переходит в другую группу, самец остаётся в той же группе.

## Питание
Шимпанзе всеядный, но главным образом их рацион растительный, он состоит из фруктов, листьев, орехов, семян, клубней, и прочей растительности, а также грибов, насекомых, мёда, птичьих яиц и мелких позвоночных. Для извлечения термитов и раскалывания орехов создаются примитивные инструменты, представляющие собой доступные предметы подходящей формы или примитивно обработанные, например прутики, палки, камни или широкие листья.
Шимпанзе эпизодически питаются животной пищей, которая является для них лакомством. В некоторых случаях, такие как убийство детёнышей леопарда, это прежде всего является защитным действием, так как леопард — главный естественный хищник для шимпанзе.. Также обыкновенные шимпанзе иногда объединяются в группы и охотятся ради добычи, их типичные жертвы — западные красные колобусы, мартышки, павианы и небольшие копытные. В Африке известны случаи нападений шимпанзе на детей. Однако, несмотря на склонность этих приматов к хищничеству, доля животной пищи в их рационе невелика: в среднем не больше 5 %.
Западноафриканские шимпанзе (Pan troglodytes verus) являются единственными известными из животных помимо людей и врановых птиц, которые могут создавать и использовать специализированные инструменты для того, чтобы охотиться. Наблюдали, что шимпанзе в саванне на юго-востоке Сенегала создали копья, обрывая ветви с дерева и снимая с них кору, затем заостряя один конец своими зубами. Они использовали это оружие, чтобы убивать животных. Там, где нет красных колобусов, самки и детёныши охотятся на спящих сенегальских галаго (Galago senegalensis), на пробу тыкая в дупла самодельные копья, а затем проверяя, попали ли.

## Поведение

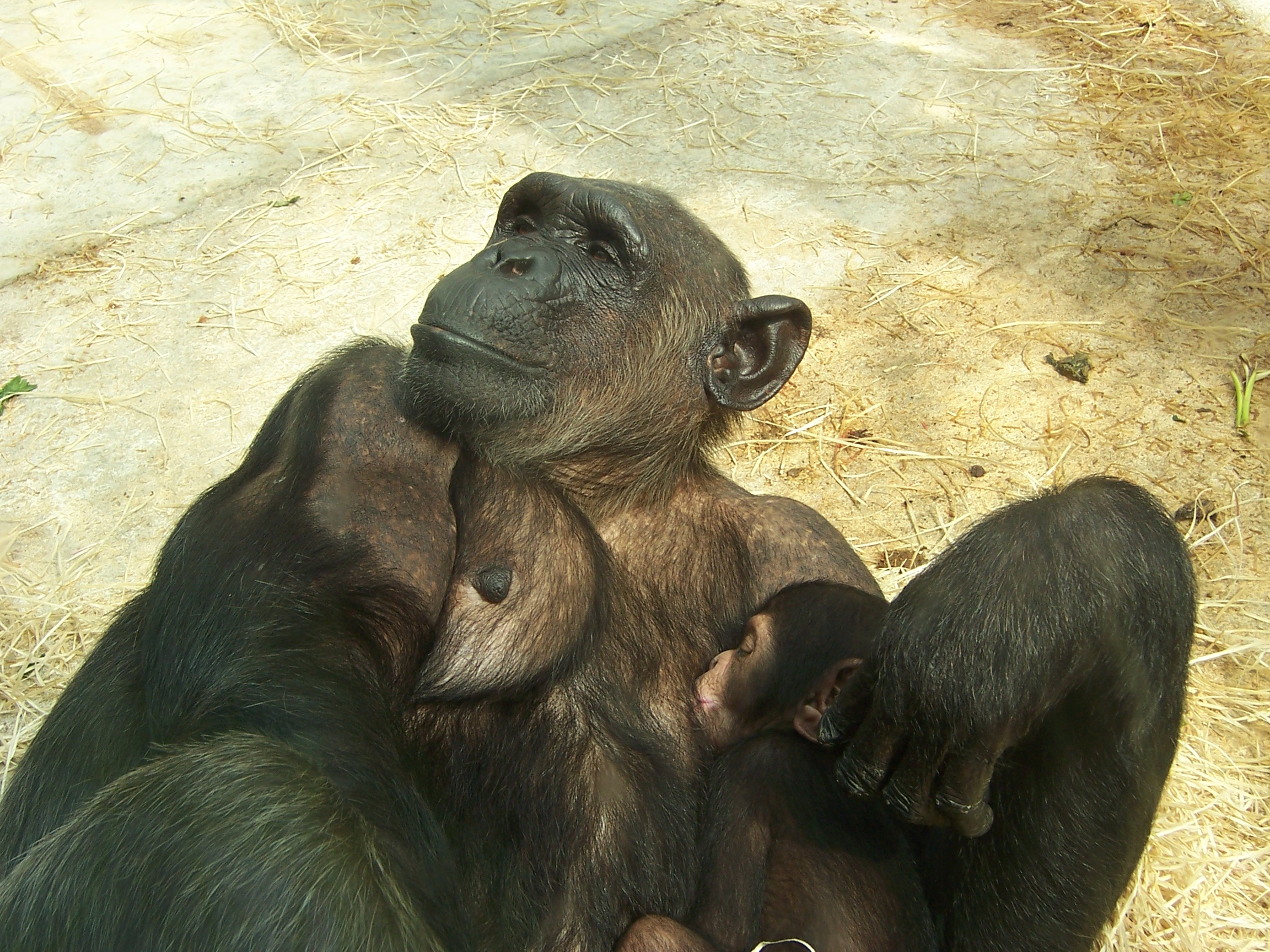
Младенец обыкновенного шимпанзе и его мать

Обыкновенные шимпанзе живут в сообществах, которые типично колеблются от 20 до более чем 150 особей. Они живут и на деревьях, и на земле равное время. Их обычная походка является четвероногой, используя подошвы ног и опоры на суставы рук, но они могут идти и вертикально на короткие расстояния. Ночь проводят в гнёздах на деревьях, гнёзда каждый вечер строят заново (выросшие в неволе особи строить гнёзда, как правило, не умеют). Спят, лёжа на боку с согнутыми коленями или на спине с прижатыми к животу ногами.

### Язык
Общаются между собой, используя около 30 различных звуков, большую роль играют жесты, позы, мимика. Они умеют плакать (в отличие от человека — без слёз), смеяться. Чтобы подозвать сородича, обезьяна ухает, подкрепляя звуки специфическим «зовущим» выражением лица. Поджатые губы и пронзительный взгляд — угрожающая демонстрация (с таким лицом бросается в драку). Губы раздвинуты, дёсны обнажены, рот приоткрыт — покорность или испуг. Сходная мимика, но зубы сжаты — это «подобострастная улыбка» в присутствии доминантной особи. Улыбаясь, не показывая зубов, детёныши показывают, что агрессия не всерьёз. Ноющие звуки при вытянутых в трубку губах — знак дискомфорта, когда обезьяне требуется корм, груминг или что-то ещё. Топая, доминантная особь отгоняет подчинённую.
При всём желании шимпанзе могут усвоить всего несколько слов из человеческих языков, поскольку их речевой аппарат устроен иначе, чем у человека. Успешными оказались опыты по обучению шимпанзе Уошо, а затем и других её соплеменников, жестовому языку.

## Расхождение от других гоминидов

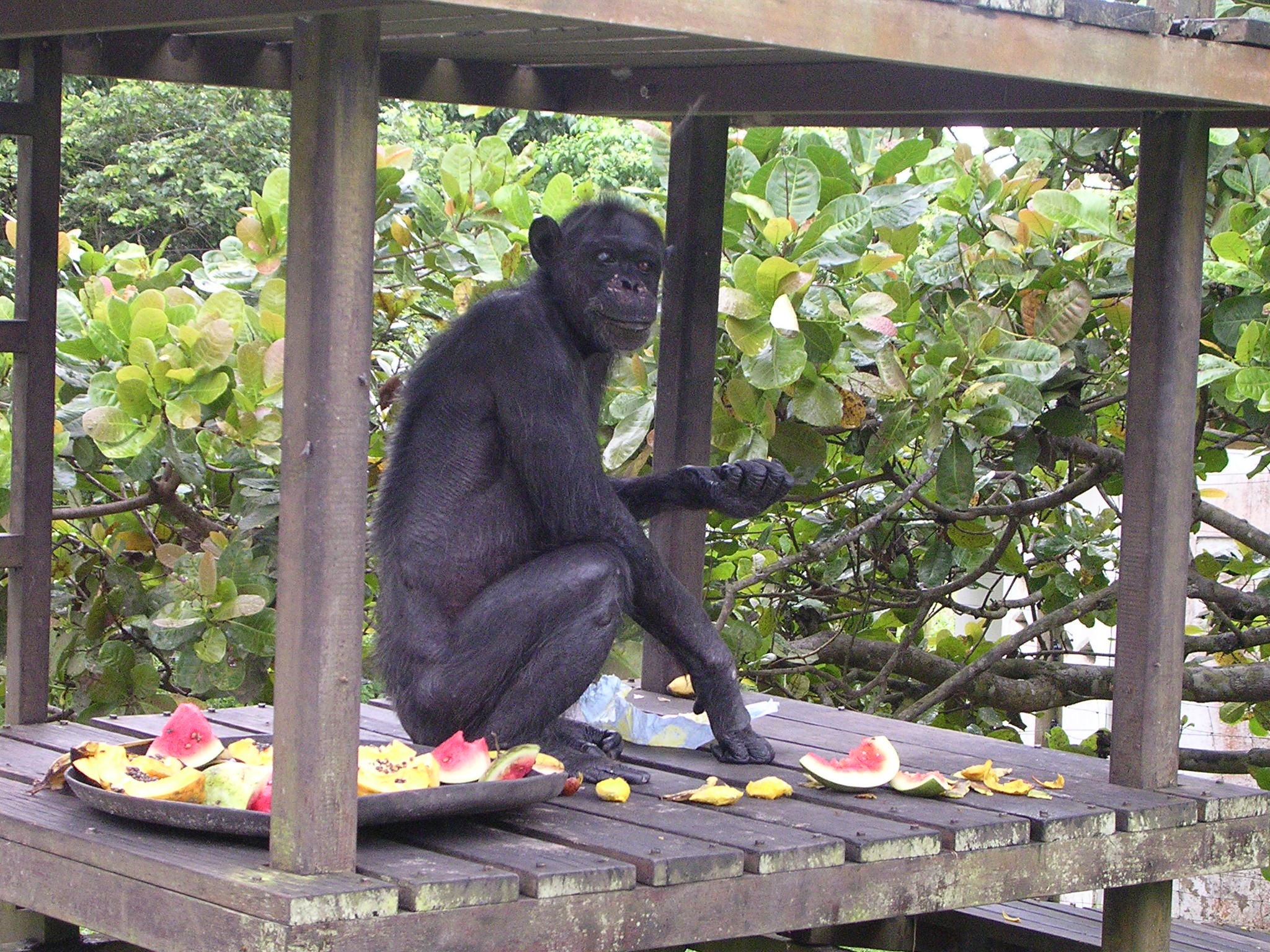
Шимпанзе Грегуар, рекордсмен по долголетию

Исследования ДНК, опубликованные в 2004—2005 годах показали различия между карликовым и обыкновенным шимпанзе, эти виды разделились меньше миллиона лет назад (примерно в то же время, что человек и неандерталец). Разделение линии шимпанзе от последнего общего предка человеческой линии произошло приблизительно 6 миллионов лет назад. Поскольку никакой другой вид гоминидов, кроме человека разумного, не сохранился, то обе разновидности шимпанзе являются самыми близкими живущими родственниками современных людей. Род шимпанзе отклонился от рода гориллы около 7 миллионов лет назад.

## Взаимодействие с человеком
Более 150 лет численность шимпанзе сокращается главным образом из-за антропогенных факторов: уничтожения мест обитания (вырубки лесов), браконьерства, большей частью, ради мяса (которое и раньше входило в меню различных народов континента). Вид находится под угрозой вымирания.
Представители этого вида по имени Хэм и Энос летали в космос в рамках программы «Меркурий».
Известно много случаев нападения обыкновенных шимпанзе на людей (в основном детей). В Уганде 20 июля 2014 года шимпанзе утащила двухлетнего мальчика, сломала ему руку, разбила голову, разорвала живот, вытащила почки, засыпала травой и убежала. В Западной Уганде за период с 1990 года по апрель 2020 года зафиксировано более 40 нападений шимпанзе (в основном на детей). Взрослых людей шимпанзе боятся. Также шимпанзе воруют из деревень продукцию сельского хозяйства — срывают бананы, манго, папайи, плоды хлебного дерева.